# Canadian Forces Base Trenton

i7
i11
i13
Die Canadian Forces Base Trenton ist ein Luftwaffenstützpunkt der kanadischen Luftstreitkräfte und befindet sich im Stadtgebiet von Quinte West, unmittelbar nordöstlich des Ortsteils Trenton. Der Stützpunkt ist der Royal Canadian Air Force unterstellt und dient als Fracht und Logistikzentrum für die kanadischen Streitkräfte im Inland, als auch bei Einsätzen im Ausland. Die größte Einheit, die auf dem Stützpunkt stationiert ist, ist das 8th Wing (8. Geschwader) der Luftstreitkräfte.

## Geschichte
Im Jahre 1929 wurden ca. 390 ha Farmland in der Nähe von Trenton, welches damals noch eine eigenständige Gemeinde war, von der kanadischen Regierung aufgekauft, um einen Stützpunkt für die Royal Canadian Air Force (RCAF) aufzubauen. 1931 wurde der Stützpunkt offiziell eröffnet und RCAF Station Trenton benannt. Anfangs wurde auf dem Stützpunkt eine kleine Unterstützungseinheit stationiert.
Während des Zweiten Weltkriegs wurde in Trenton ein großes Trainingszentrum im Rahmen des Commonwealth Air Training Plan eingerichtet. Neben dem Trainings- und Schulungszentrum wurden in Trenton auch Flugzeuge gewartet. Nach dem Krieg wurden auf dem Stützpunkt Frachtmaschinen und Kampfflugzeuge stationiert. Der Luftwaffenstützpunkt diente als Logistikstandort während des Korea-Krieges, von dem benötigtes Kriegsmaterial zum Kriegseinsatz geschickt wurden. 1958 diente der Luftwaffenstützpunkt auch als Testgelände für den neuentwickelten Abfangjäger CF-105 Arrow. In den 1960er-Jahren wurde die Rettungs- und Frachtkapazität ausgebaut, als die RCAF neue Maschinen, darunter die CC-137 Husky, CC-130H Hercules, CH-113 Labrador, CC-115 Buffalo beschaffte. Durch die Neuanschaffung der Maschinen wurde auch dafür ein Schulungs- und Trainingszentrum eingerichtet.
Am 1. Februar 1968 wurde durch die Restrukturierung und Zusammenlegung der kanadischen Streitkräfte der Luftwaffenstützpunkt in Canadian Forces Base (CFB) Trenton umbenannt.
In den Jahren 1992/93 wurden fünf CC-150 Polaris MRT-Flugzeuge in Trenton Dienst gestellt, die später teilweise zu MRTTs umgerüstet wurden. Das Vorgängermodell CC-137, das jahrelang bei den "Trooper"-Flügen zur CFB Lahr eingesetzt wurde, wurde 1997 außer Dienst gestellt.
Seit Beginn des 21. Jahrhunderts wurde kontinuierlich in die Basis investiert. Die erste von vier CC-177 Globemaster traf im Sommer 2008 in Trenton ein. Im Juli 2010 wurde ein neuer Flughafentower fertiggestellt und in Betrieb genommen und im gleichen Jahr auch weitere Flugzeughangars für die CC-177. Auch ein neues Materiallagerzentrum wurde am 2. November 2010 eröffnet. 
Die erste CC-130J Super-Hercules landete im Juni 2010 auf der Basis und im folgenden Jahr wurde das Air Mobility Training Centre für die Ausbildung der Piloten und Techniker der CC-130J, inklusive eines Neubaus mit einer Fläche von rund 17.000 m², fertiggestellt. Der operative Schulungsbetrieb wurde 2012 aufgenommen.
Im Jahr 2013 erhielt die Basis eine neue nordwestliche Rampe. Diese Maßnahme beinhaltete auch den Ausbau der Taxiways und soll dazu dienen, mehr Platz und bessere Manövrierbarkeit auf dem Gelände zu gewährleisten und für die Anforderungen der Zukunft vorzusorgen. Ein neuer 16.630 m² großer Hangar für die CC-177 Globemaster, der Wartungshangar 1, wurde im gleichen Jahr fertiggestellt. Hinzu kamen in weiterer 11.613 m² großer Wartungshangar für die CC-130J, weitere Büros und ein Teilelager.
Im Jahr 2024 trafen auch die drei CE-145C in Trenton ein. und im Hinblick auf die 2023 bestellten CC-330 Husky und dem damit einhergehenden Aufwuchs der MRTT-Flotte gegenüber dem Vorgängermodell wird die Basis seit 2025 umfangreich ausgebaut und modernisiert. Hierzu gehören ein neuer Wartungshangar für zwei der neuen A330-Tanker, erweiterte Abstellflächen, Rollwege, Erneuerung der Start- und Landebahn sowie weiterer Unterstützungseinrichtungen. Die Arbeiten sollen bis 2033 abgeschlossen sein.

## Heutige Nutzung
Heute befinden sich auf der Air Base der größte Teil der Frachtflugzeuge des kanadischen Air Forces Command. Von dem Luftwaffenstützpunkt werden die kanadischen Soldaten, die im Auslandseinsatz sind, sowie NATO-Verbündete mit benötigten Frachtgütern versorgt. Des Weiteren spielt der Stützpunkt eine tragende Rolle beim National Search and Rescue Program. Dieses koordiniert und organisiert Rettungseinsätze im zentralen und dem arktischen Kanada. Das Mission Control Centre befindet sich auf der Airbase und ist mit dem COSPAS-SARSAT Satellitensystem verbunden, das Notrufsignale an das Mission Control Centre weiterleitet. Das Personal besteht aus der kanadischen Küstenwache und dem Personal der kanadischen Luftstreitkräfte. Das kanadische Heer (Land Force Command), betreibt ein Ausbildungs- und Schulungszentrum auf dem Stützpunkt für Fallschirmspringer.

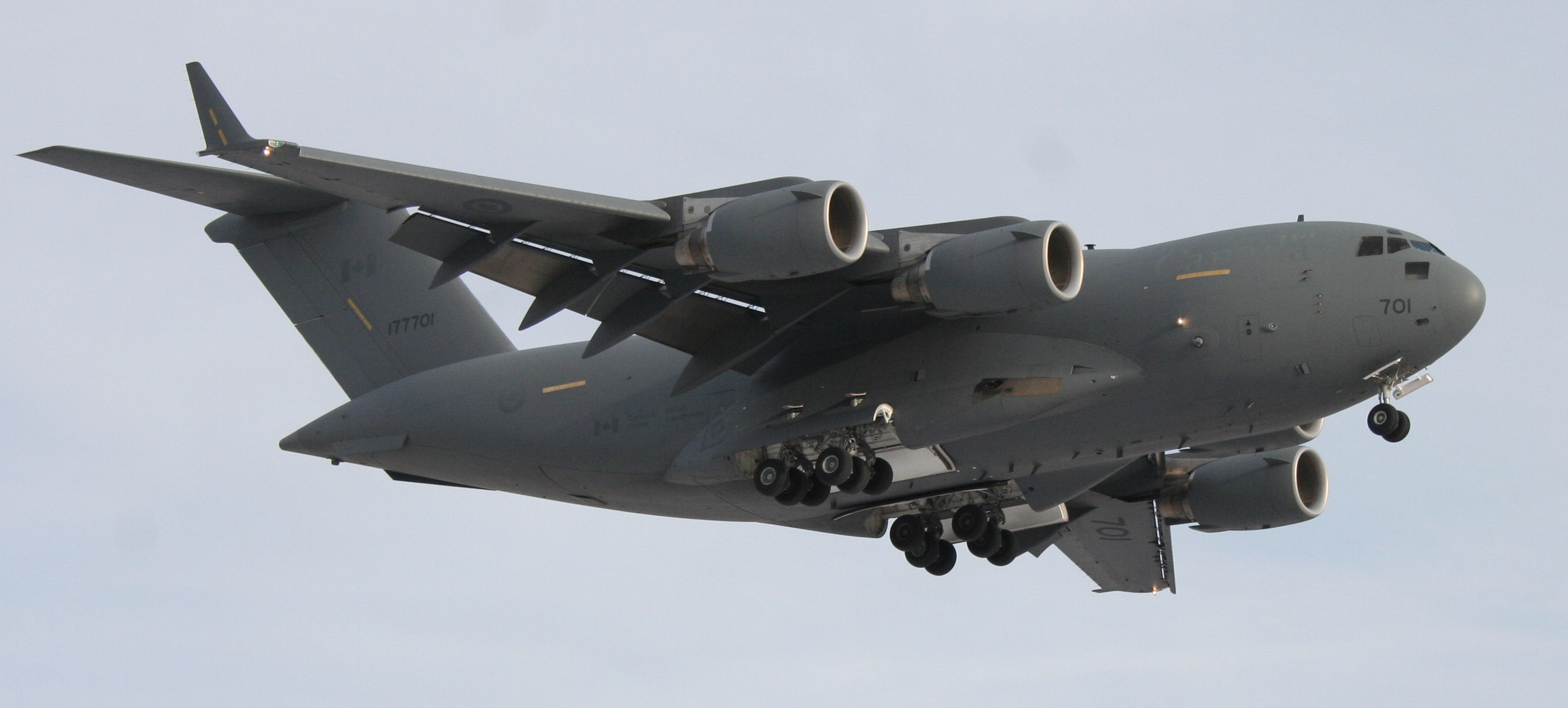
Canadian Forces CC-177 Globemaster im Landeanflug auf CFB Trenton

Das 8. Wing (8. Geschwader) verfügt über verschiedene Flugzeugtypen, die auf dem Stützpunkt stationiert sind. Zu den Starrflüglern gehören:
CC-130 Hercules, CC-150 Polaris, CC-177 Globemaster Frachtmaschine und CC-144 Challenger (für hohe Regierungsbeamte und Militärangehörige und als V.I.P-Service für besondere Staatsgäste). Des Weiteren sind Helikopter des Typs CH-146 Griffon (für Such- und Rettungseinsätze) auf dem Gelände stationiert.
Stationierte Einheiten unter dem 8. Fluggeschwader:
- 424. (Transport & Rettung) Einheit (424 Tiger Squadron) – fliegen die Muster CC-130 (zukünftig CC-295) und CH-146
- 426. (Transport & Schulung) Einheit (426 Thunderbird Squadron) – Ausbildung und Training für CC-130, CC-150, CH-146
- 429. (Transport) Einheit (429 Bison Squadron) – fliegen die CC-177
- 436. (Transport) Einheit (436 Tusker Squadron) – fliegen die CC-130E, H, und J Modelle
- 437. (Transport) Einheit (437 Husky Squadron) – fliegen die  CC-150
- 412. (Transport) Einheit – fliegen die CC-144 (Regierungsflugbereitschaft)
- 2. Air Movements Squadron
- 8. Air Communications und Control Einheit
- 8. Air Maintenance Squadron (8 AMS)- zuständig für Wartung der Maschinen